# UCI ProTour 2005
Navigation
Édition suivante
L'UCI ProTour 2005 est la première édition de l'UCI ProTour, qui rassemble l'élite du cyclisme sur route masculin.

## Organisation
L'UCI met en place en 2005 un nouveau système d'élite qui contraint toutes les équipes à participer à toutes les épreuves du calendrier « UCI ProTour ». Aucun cycliste n'étant capable de courir toutes ces épreuves, un roulement se fera au sein de ces équipes. Chaque épreuve donne des points et un classement permettra de connaitre la meilleure équipe de l'année. Le Tour de France donne, par exemple, 100 points au vainqueur, contre 85 pour les tours d'Espagne et d'Italie, et 50 pour une très grande classique comme Paris-Roubaix ou Milan-San Remo.

## Les équipes
Pour cette première édition UCI ProTour vingt équipes professionnelles ont eu l'avantage d'être classées dans l'élite mondiale.
Ce sont les suivantes :
| - Allemagne - Gerolsteiner - T-Mobile - Belgique - Davitamon-Lotto - Quick Step-Innergetic - Danemark - Team CSC | - États-Unis - Discovery Channel - Espagne - Fundacion Ciclista Euskadi - Illes Balears - Liberty Seguros - Saunier Duval-Prodir | - France - Bouygues Telecom - Cofidis - Crédit agricole - La Française des jeux - Pays-Bas - Rabobank | - Italie - Domina Vacanze - Fassa Bortolo - Lampre-Caffita - Liquigas-Bianchi - Suisse - Phonak |

## Calendrier
| No | Date                   | Nom de l'épreuve              | Pays               | Cat | Vainqueur            | Classement individuel | Classement par équipes | Classement par pays |
| -- | ---------------------- | ----------------------------- | ------------------ | --- | -------------------- | --------------------- | ---------------------- | ------------------- |
| 1  | 06-13 mars             | Paris-Nice                    | France             | 3   | Bobby Julich         | Bobby Julich          |                        |                     |
| 2  | 09-15 mars             | Tirreno-Adriatico             | Italie             | 3   | Óscar Freire         | Óscar Freire          |                        |                     |
| 3  | 19 mars                | Milan-San Remo                | Italie             | 3   | Alessandro Petacchi  | Alessandro Petacchi   |                        |                     |
| 4  | 03 avril               | Tour des Flandres             | Belgique           | 3   | Tom Boonen           | Alessandro Petacchi   |                        |                     |
| 6  | 06 avril               | Gand-Wevelgem                 | Belgique           | 4   | Nico Mattan          | Alessandro Petacchi   |                        |                     |
| 5  | 04-08 avril            | Tour du Pays basque           | Espagne            | 3   | Danilo Di Luca       | Alessandro Petacchi   |                        |                     |
| 7  | 10 avril               | Paris-Roubaix                 | France             | 3   | Tom Boonen           | Tom Boonen            |                        |                     |
| 8  | 17 avril               | Amstel Gold Race              | Pays-Bas           | 4   | Danilo Di Luca       | Tom Boonen            |                        |                     |
| 9  | 20 avril               | Flèche wallonne               | Belgique           | 4   | Danilo Di Luca       | Danilo Di Luca        |                        |                     |
| 10 | 24 avril               | Liège-Bastogne-Liège          | Belgique           | 3   | Alexandre Vinokourov | Danilo Di Luca        |                        |                     |
| 11 | 26 avril - 1er mai     | Tour de Romandie              | Suisse             | 3   | Santiago Botero      | Danilo Di Luca        |                        |                     |
| 12 | 16-22 mai              | Tour de Catalogne             | Espagne            | 3   | Yaroslav Popovych    | Danilo Di Luca        |                        |                     |
| 13 | 07-29 mai              | Tour d'Italie                 | Italie             | 2   | Paolo Savoldelli     | Danilo Di Luca        |                        |                     |
| 14 | 05-12 juin             | Critérium du Dauphiné libéré  | France             | 3   | Íñigo Landaluze      | Danilo Di Luca        |                        |                     |
| 15 | 11-19 juin             | Tour de Suisse                | Suisse             | 3   | Aitor González       | Danilo Di Luca        |                        |                     |
| 16 | 19 juin                | Eindhoven Team Time Trial     | Pays-Bas           | 4   | Gerolsteiner         | Danilo Di Luca        |                        |                     |
| 17 | 02-24 juillet          | Tour de France                | France             | 1   | Non attribué         | Danilo Di Luca        |                        |                     |
| 18 | 31 juillet             | HEW Cyclassics                | Allemagne          | 4   | Filippo Pozzato      | Danilo Di Luca        |                        |                     |
| 19 | 03-10 août             | Eneco Tour                    | Belgique, Pays-Bas | 3   | Bobby Julich         | Danilo Di Luca        |                        |                     |
| 20 | 13 août                | Classique de Saint-Sébastien  | Espagne            | 4   | Constantino Zaballa  | Danilo Di Luca        |                        |                     |
| 21 | 15-23 août             | Tour d'Allemagne              | Allemagne          | 3   | Non attribué         | Danilo Di Luca        |                        |                     |
| 22 | 28 août                | Grand Prix de Plouay          | France             | 4   | Non attribué         | Danilo Di Luca        |                        |                     |
| 23 | 27 août - 18 septembre | Tour d'Espagne                | Espagne            | 2   | Roberto Heras        | Danilo Di Luca        |                        |                     |
| 24 | 12-18 septembre        | Tour de Pologne               | Pologne            | 3   | Kim Kirchen          | Danilo Di Luca        |                        |                     |
| /  | 25 septembre           | Championnat du monde en ligne | Espagne            | /   | Tom Boonen           | Danilo Di Luca        |                        |                     |
| 25 | 02 octobre             | Championnat de Zurich         | Suisse             | 4   | Paolo Bettini        | Danilo Di Luca        |                        |                     |
| 26 | 09 octobre             | Paris-Tours                   | France             | 4   | Erik Zabel           | Danilo Di Luca        |                        |                     |
| 27 | 15 octobre             | Tour de Lombardie             | Italie             | 3   | Paolo Bettini        | Danilo Di Luca        |                        |                     |

## Attributions des points
|                    | Tour de France | Tour d'Italie Tour d'Espagne | Milano-San Remo Tour des Flandres Paris-Roubaix Liège-Bastogne-Liège Tour de Lombardie Autres courses par étapes | Autres classiques | Championnats du monde |
| ------------------ | -------------- | ---------------------------- | --- | ----------------- | --------------------- |
| Classement général |                |                              | |                   |                       |
| 1                  | 100            | 85                           | 50 | 40                | 50                    |
| 2                  | 75             | 65                           | 40 | 30                | 40                    |
| 3                  | 60             | 50                           | 35 | 25                | 35                    |
| 4                  | 55             | 45                           | 30 | 20                |                       |
| 5                  | 50             | 40                           | 25 | 15                |                       |
| 6                  | 45             | 35                           | 20 | 11                |                       |
| 7                  | 40             | 30                           | 15 | 7                 |                       |
| 8                  | 35             | 26                           | 10 | 5                 |                       |
| 9                  | 30             | 22                           | 5 | 3                 |                       |
| 10                 | 25             | 19                           | 1 | 1                 |                       |
| 11                 | 20             | 16                           | |                   |                       |
| 12                 | 15             | 13                           | |                   |                       |
| 13                 | 12             | 11                           | |                   |                       |
| 14                 | 9              | 9                            | |                   |                       |
| 15                 | 7              | 7                            | |                   |                       |
| 16                 | 5              | 5                            | |                   |                       |
| 17                 | 4              | 4                            | |                   |                       |
| 18                 | 3              | 3                            | |                   |                       |
| 19                 | 2              | 2                            | |                   |                       |
| 20                 | 1              | 1                            | |                   |                       |
| Étapes             |                |                              | |                   |                       |
| 1                  | 3              | 3                            | 1 |                   |                       |
| 2                  | 2              | 2                            | |                   |                       |
| 3                  | 1              | 1                            | |                   |                       |

## Classements finals

### Classement individuel
|    | Coureur              | Nationalité | Équipe            | Points |
| 1  | Danilo Di Luca       | Italie      | Liquigas-Bianchi  | 229    |
| 2  | Tom Boonen           | Belgique    | Quick Step        | 171    |
| 3  | Davide Rebellin      | Italie      | Gerolsteiner      | 151    |
| 4  | Jan Ullrich          | Allemagne   | T-Mobile          | 140    |
| 5  | Lance Armstrong      | États-Unis  | Discovery Channel | 139    |
| 6  | Alexandre Vinokourov | Kazakhstan  | T-Mobile          | 136    |
| 7  | Levi Leipheimer      | États-Unis  | Gerolsteiner      | 131    |
| 8  | Paolo Bettini        | Italie      | Quick Step        | 130    |
| 9  | Bobby Julich         | États-Unis  | Team CSC          | 130    |
| 10 | George Hincapie      | États-Unis  | Discovery Channel | 129    |

### Classement par équipes et par pays
| Pos | Équipe                | Pts |
| --- | --------------------- | --- |
| 1.  | Team CSC              | 390 |
| 2.  | Phonak                | 353 |
| 3.  | Rabobank              | 349 |
| 4.  | Davitamon-Lotto       | 322 |
| 5.  | Liberty Seguros       | 320 |
| 6.  | Gerolsteiner          | 303 |
| 7.  | Saunier Duval-Prodir  | 293 |
| 8.  | Discovery Channel     | 274 |
| 9.  | Crédit agricole       | 264 |
| 10. | Illes Balears         | 262 |
| 11. | Cofidis               | 258 |
| 12. | Quick Step-Innergetic | 253 |
| 13. | Fassa Bortolo         | 245 |
| 14. | T-Mobile              | 244 |
| 15. | Liquigas-Bianchi      | 228 |
| 16. | Lampre-Caffita        | 211 |
| 17. | Bouygues Telecom      | 183 |
| 18. | Domina Vacanze        | 161 |
| 19. | Euskaltel-Euskadi     | 147 |
| 20. | La Française des jeux | 130 |

| Pos | Pays             | Pts |
| --- | ---------------- | --- |
| 1.  | Italie           | 749 |
| 2.  | États-Unis       | 559 |
| 3.  | Espagne          | 459 |
| 4.  | Allemagne        | 405 |
| 5.  | Australie        | 307 |
| 6.  | Belgique         | 304 |
| 7.  | Pays-Bas         | 280 |
| 8.  | Luxembourg       | 191 |
| 9.  | France           | 163 |
| 10. | Russie           | 153 |
| 11. | Kazakhstan       | 144 |
| 12. | Suisse           | 131 |
| 13. | Colombie         | 119 |
| 14. | Ukraine          | 101 |
| 15. | Danemark         | 97  |
| 16. | Norvège          | 72  |
| 17. | Suède            | 67  |
| 18. | Autriche         | 62  |
| 19. | Slovénie         | 53  |
| 20. | Tchéquie         | 15  |
| 21. | Nouvelle-Zélande | 7   |
| 22. | Estonie          | 3   |
| 23. | Croatie          | 1   |

## Victoires sur le ProTour
|    | Coureur              | Pays       | Vict. |
| 1. | Alessandro Petacchi  | Italie     | 15    |
| 2. | Tom Boonen           | Belgique   | 7     |
|    | Robbie McEwen        | Australie  | 7     |
| 4. | Danilo Di Luca       | Italie     | 6     |
| 5. | Daniele Bennati      | Italie     | 5     |
| 6. | Santiago Botero      | Colombie   | 4     |
|    | Paolo Bettini        | Italie     | 4     |
|    | Óscar Freire         | Espagne    | 4     |
|    | George Hincapie      | États-Unis | 4     |
|    | Alexandre Vinokourov | Kazakhstan | 4     |